# Кабыршактынский сельский округ
Кабыршактынский сельский округ — административно-территориальное образование в Акжаикском районе Западно-Казахстанской области.

## Административное устройство
1. село Кабыршакты
2. село Ушкудук